# (4448) Phildavis
(4448) Phildavis ist ein Hauptgürtelasteroid, der am 5. März 1986 von der US-amerikanischen Astronomin Carolyn  Shoemaker vom Palomar-Observatorium aus entdeckt wurde.
Der Asteroid wurde nach dem US-amerikanischen Astronomen und Planetologen Philip A. Davis benannt.